# بيتر كوك (كاتب)
بيتر كوك (بالإنجليزية: Peter Cook)  (و. 1936  م) هو مهندس معماري، وكاتب، وأستاذ جامعي إنجليزي، وهو عضوٌ في الأكاديمية الملكية للفنون.

## التعليم
تعلم في جامعة بورنماوث للفنون ‏.

## جوائز
حصل على جوائز منها:
- قائد الفنون والآداب.